# Bahnstrecke Bozen–Meran
| Regionalzug im Bahnhof Gargazon |                      |                                                               |                                                    |
| |                      |                                                               |                                                    |
| Streckennummer (RFI): | 45                   |                                                               |                                                    |
| Kursbuchstrecke (IT): | 211                  |                                                               |                                                    |
| Streckenlänge: | 31,482 km            |                                                               |                                                    |
| Spurweite: | 1435 mm (Normalspur) |                                                               |                                                    |
| Stromsystem: | 3 kV =               |                                                               |                                                    |
| Maximale Neigung: | 10 ‰                 |                                                               |                                                    |
| Minimaler Radius: | 181 m                |                                                               |                                                    |
| Streckengeschwindigkeit: | 100 km/h             |                                                               |                                                    |
| |                      |                                                               |                                                    |
| \| \| \| von Innsbruck \| \| \| \| 0,000 \| Bozen/Bolzano \| 266 m s.l.m. \| \| \| \| Abzweigung ehemalige Trasse (bis 1980) \| \| \| \| \| Beginn Gleisnutzung Brennerbahn \| \| \| \| \| Eisack \| \| \| \| \| \| \| \| \| \| Virgltunnel (in Bau, 533 m) \| \| \| \| \| \| \| \| \| \| Brennerautobahn \| \| \| \| \| Brennerstaatsstraße \| \| \| \| \| Ende Gleisnutzung Brennerbahn \| \| \| \| \| Werkstatt und Abstellanlage Bozen Süd (in Planung) \| \| \| \| 0,870 \| Talfer \| Talfer \| \| \| 1,537 \| Rombrücke \| Rombrücke \| \| \| 1,574 \| Rombrücke/Ponte Roma \| 261 m s.l.m. \| \| \| 3,170 \| Reschenbrücke/Ponte Resia \| 248 m s.l.m. \| \| \| 3,365 \| Reschenbrücke \| Reschenbrücke \| \| \| \| nach Verona \| \| \| \| \| Bozen Süd/Bolzano Sud (bis 1998) \| \| \| \| \| Beginn des Viaduktes (1788 m) \| \| \| \| \| Bozen Süd-Messe/Bolzano Sud-Fiera (seit 1998) \| \| \| \| \| Brennerautobahn \| \| \| \| \| Eisack \| \| \| \| \| Bozen Kaiserau/Bolzano Casanova (seit 2013) \| \| \| \| \| Ende des Viaduktes \| \| \| \| 4,385 \| Abzweigung ehemalige Trasse (bis 1980) \| Abzweigung ehemalige Trasse (bis 1980) \| \| \| 4,437 \| Kaiserau I \| 242 m s.l.m. \| \| \| 4,543 \| Überetscher Bahn \| 242 m s.l.m. \| \| \| 4,743 \| Kaiserau II \| 242 m s.l.m. \| \| \| 5,109 \| Sigmundskron \| 244 m s.l.m. \| \| \| 5,278 \| Sigmundskron/Ponte d'Adige \| 244 m s.l.m. \| \| \| \| Staatsstraße 42 \| \| \| \| 9,221 \| Siebeneich/Settequerce \| 247 m s.l.m. \| \| \| 9,695 \| Siebeneich \| 247 m s.l.m. \| \| \| 12,116 \| Terlan-Andrian/Terlano-Andriano \| 247 m s.l.m. \| \| \| 12,756 \| Terlan \| 247 m s.l.m. \| \| \| 15,940 \| Vilpian-Nals/Vilpiano-Nalles \| 253 m s.l.m. \| \| \| 16,129 \| Vilpian \| 253 m s.l.m. \| \| \| 19,175 \| Gargazon/Gargazzone (seit 2003)[1] \| 257 m s.l.m. \| \| \| \| \| \| \| \| 19,274 \| Gargazon (für öffentl. Verkehr gesperrt) \| 257 m s.l.m. \| \| \| \| \| \| \| \| 22,602 \| Lokalbahn Lana-Burgstall–Oberlana \| 266 m s.l.m. \| \| \| 22,989 \| Lana-Burgstall/Lana-Postal \| 267 m s.l.m. \| \| \| 23,212 \| Lokalbahn Lana-Burgstall–Oberlana \| 267 m s.l.m. \| \| \| \| \| \| \| \| 24,552 \| Anschluss Montecatini \| 270 m s.l.m. \| \| \| \| \| \| \| \| 24,826 \| Meran-Sinich/Merano-Sinigo (bis 1995) \| 270 m s.l.m. \| \| \| \| \| \| \| \| 27,287 \| Untermais Güterbahnhof/ Scalo sussidiario M. Bassa (bis 1945) \| 279 m s.l.m. \| \| \| \| \| \| \| \| \| \| \| \| \| 29,367 \| Meran-Untermais/Merano-Maia Bassa \| 290 m s.l.m. \| \| \| \| \| \| \| \| 29,496 \| Straßenbahn Lana–Meran \| 290 m s.l.m. \| \| \| \| \| \| \| \| 29,684 \| Untermais (ersetzt durch Marlingerbrücke) \| 290 m s.l.m. \| \| \| \| \| \| \| \| 30,784 \| Manzonistraße \| 304 m s.l.m. \| \| \| 30,808 \| Passer \| 304 m s.l.m. \| \| \| 30,833 \| Passerpromenade \| 304 m s.l.m. \| \| \| \| Meran (bis 1906) \| \| \| \| 31,122 \| J. Speckbacherstraße \| 303 m s.l.m. \| \| \| 31,173 \| Straßenbahn Meran \| 303 m s.l.m. \| \| \| 31,482 \| Meran/Merano (seit 1906) \| 302 m s.l.m. \| \| \| \| nach Mals \| \| |                      |                                                               |                                                    |
| Strecke |                      | von Innsbruck                                                 | von Innsbruck                                      |
| Kopfbahnhof Streckenanfang · Bahnhof | 0,000                | Bozen/Bolzano                                                 | 266 m s.l.m.                                       |
| Strecke von links (außer Betrieb) · Strecke quer (außer Betrieb) · Abzweig geradeaus und ehemals nach rechts · Strecke |                      | Abzweigung ehemalige Trasse (bis 1980)                        | Abzweigung ehemalige Trasse (bis 1980)             |
| Strecke (außer Betrieb) · Abzweig geradeaus und von links · Abzweig ehemals geradeaus und nach rechts |                      | Beginn Gleisnutzung Brennerbahn                               | Beginn Gleisnutzung Brennerbahn                    |
| Strecke (außer Betrieb) · Strecke unter Wasserlauf Anfang Hochstrecke, Ende Hochstrecke und rechts · Strecke unter Wasserlauf Anfang Hochstrecke, Ende Hochstrecke und links (Strecke außer Betrieb) |                      | Eisack                                                        | Eisack                                             |
| Strecke (außer Betrieb) · Strecke von links · Abzweig ehemals geradeaus und nach rechts · Strecke (außer Betrieb) |                      |                                                               |                                                    |
| Strecke (außer Betrieb) · Strecke |                      | Virgltunnel (in Bau, 533 m)                                   | Virgltunnel (in Bau, 533 m)                        |
| Strecke (außer Betrieb) · Strecke nach links · Abzweig ehemals geradeaus und von rechts · Strecke (außer Betrieb) |                      |                                                               |                                                    |
| Strecke (außer Betrieb) |                      | Brennerautobahn                                               | Brennerautobahn                                    |
| Strecke (außer Betrieb) |                      | Brennerstaatsstraße                                           | Brennerstaatsstraße                                |
| Strecke (außer Betrieb) · Abzweig geradeaus und nach links · Abzweig ehemals geradeaus und von rechts |                      | Ende Gleisnutzung Brennerbahn                                 | Ende Gleisnutzung Brennerbahn                      |
| Strecke (außer Betrieb) · Betriebs-/Güterbahnhof Streckenanfang und quer (Strecke außer Betrieb) · Abzweig geradeaus und ehemals nach rechts · Strecke |                      | Werkstatt und Abstellanlage Bozen Süd (in Planung)            | Werkstatt und Abstellanlage Bozen Süd (in Planung) |
| Brücke über Wasserlauf (Strecke außer Betrieb) · Strecke · Strecke | 0,870                | Talfer                                                        | Talfer                                             |
| Bahnübergang (Strecke außer Betrieb) · Strecke · Strecke | 1,537                | Rombrücke                                                     | Rombrücke                                          |
| Haltepunkt / Haltestelle (Strecke außer Betrieb) · Strecke · Strecke | 1,574                | Rombrücke/Ponte Roma                                          | 261 m s.l.m.                                       |
| Haltepunkt / Haltestelle (Strecke außer Betrieb) · Strecke · Strecke | 3,170                | Reschenbrücke/Ponte Resia                                     | 248 m s.l.m.                                       |
| Bahnübergang (Strecke außer Betrieb) · Strecke · Strecke | 3,365                | Reschenbrücke                                                 | Reschenbrücke                                      |
| Strecke (außer Betrieb) · Strecke · Strecke nach links |                      | nach Verona                                                   | nach Verona                                        |
| Strecke (außer Betrieb) · ehemaliger Haltepunkt / Haltestelle |                      | Bozen Süd/Bolzano Sud (bis 1998)                              | Bozen Süd/Bolzano Sud (bis 1998)                   |
| Strecke (außer Betrieb) · Strecke geradeaus |                      | Beginn des Viaduktes (1788 m)                                 | Beginn des Viaduktes (1788 m)                      |
| Strecke (außer Betrieb) · Haltepunkt / Haltestelle |                      | Bozen Süd-Messe/Bolzano Sud-Fiera (seit 1998)                 | Bozen Süd-Messe/Bolzano Sud-Fiera (seit 1998)      |
| Strecke (außer Betrieb) |                      | Brennerautobahn                                               | Brennerautobahn                                    |
| Strecke (außer Betrieb) · Strecke unter Wasserlauf |                      | Eisack                                                        | Eisack                                             |
| Strecke (außer Betrieb) · Haltepunkt / Haltestelle |                      | Bozen Kaiserau/Bolzano Casanova (seit 2013)                   | Bozen Kaiserau/Bolzano Casanova (seit 2013)        |
| Strecke (außer Betrieb) · Strecke |                      | Ende des Viaduktes                                            | Ende des Viaduktes                                 |
| Strecke nach links (außer Betrieb) · Strecke quer (außer Betrieb) · Abzweig geradeaus und ehemals von rechts | 4,385                | Abzweigung ehemalige Trasse (bis 1980)                        | Abzweigung ehemalige Trasse (bis 1980)             |
| Bahnübergang | 4,437                | Kaiserau I                                                    | 242 m s.l.m.                                       |
| Abzweig geradeaus und ehemals nach links | 4,543                | Überetscher Bahn                                              | 242 m s.l.m.                                       |
| Bahnübergang | 4,743                | Kaiserau II                                                   | 242 m s.l.m.                                       |
| Bahnübergang | 5,109                | Sigmundskron                                                  | 244 m s.l.m.                                       |
| Bahnhof | 5,278                | Sigmundskron/Ponte d'Adige                                    | 244 m s.l.m.                                       |
| |                      | Staatsstraße 42                                               |                                                    |
| Haltepunkt / Haltestelle | 9,221                | Siebeneich/Settequerce                                        | 247 m s.l.m.                                       |
| Bahnübergang | 9,695                | Siebeneich                                                    | 247 m s.l.m.                                       |
| Bahnhof | 12,116               | Terlan-Andrian/Terlano-Andriano                               | 247 m s.l.m.                                       |
| Bahnübergang | 12,756               | Terlan                                                        | 247 m s.l.m.                                       |
| Bahnhof | 15,940               | Vilpian-Nals/Vilpiano-Nalles                                  | 253 m s.l.m.                                       |
| Bahnübergang | 16,129               | Vilpian                                                       | 253 m s.l.m.                                       |
| Bahnhof | 19,175               | Gargazon/Gargazzone (seit 2003)                               | 257 m s.l.m.                                       |
| |                      |                                                               |                                                    |
| ehemaliger Bahnübergang | 19,274               | Gargazon (für öffentl. Verkehr gesperrt)                      | 257 m s.l.m.                                       |
| |                      |                                                               |                                                    |
| Strecke von links (außer Betrieb) · Abzweig geradeaus und ehemals nach rechts | 22,602               | Lokalbahn Lana-Burgstall–Oberlana                             | 266 m s.l.m.                                       |
| Haltepunkt / Haltestelle (Strecke außer Betrieb) · Bahnhof | 22,989               | Lana-Burgstall/Lana-Postal                                    | 267 m s.l.m.                                       |
| Strecke nach links (außer Betrieb) · Kreuzung (Querstrecke außer Betrieb) | 23,212               | Lokalbahn Lana-Burgstall–Oberlana                             | 267 m s.l.m.                                       |
| |                      |                                                               |                                                    |
| Abzweig geradeaus und ehemals nach rechts | 24,552               | Anschluss Montecatini                                         | 270 m s.l.m.                                       |
| |                      |                                                               |                                                    |
| ehemaliger Bahnhof | 24,826               | Meran-Sinich/Merano-Sinigo (bis 1995)                         | 270 m s.l.m.                                       |
| |                      |                                                               |                                                    |
| ehemaliger Dienststation / Betriebs- oder Güterbahnhof | 27,287               | Untermais Güterbahnhof/ Scalo sussidiario M. Bassa (bis 1945) | 279 m s.l.m.                                       |
| |                      |                                                               |                                                    |
| |                      |                                                               |                                                    |
| Bahnhof | 29,367               | Meran-Untermais/Merano-Maia Bassa                             | 290 m s.l.m.                                       |
| |                      |                                                               |                                                    |
| Kreuzung mit U-Bahn (Querstrecke außer Betrieb) | 29,496               | Straßenbahn Lana–Meran                                        | 290 m s.l.m.                                       |
| |                      |                                                               |                                                    |
| ehemaliger Bahnübergang | 29,684               | Untermais (ersetzt durch Marlingerbrücke)                     | 290 m s.l.m.                                       |
| |                      |                                                               |                                                    |
| Bahnübergang | 30,784               | Manzonistraße                                                 | 304 m s.l.m.                                       |
| Brücke über Wasserlauf | 30,808               | Passer                                                        | 304 m s.l.m.                                       |
| Bahnübergang | 30,833               | Passerpromenade                                               | 304 m s.l.m.                                       |
| Kopfbahnhof Streckenanfang und quer (Strecke außer Betrieb) · Abzweig geradeaus und ehemals nach rechts |                      | Meran (bis 1906)                                              | Meran (bis 1906)                                   |
| Bahnübergang | 31,122               | J. Speckbacherstraße                                          | 303 m s.l.m.                                       |
| Kreuzung mit U-Bahn geradeaus oben (Querstrecke außer Betrieb) | 31,173               | Straßenbahn Meran                                             | 303 m s.l.m.                                       |
| Bahnhof | 31,482               | Meran/Merano (seit 1906)                                      | 302 m s.l.m.                                       |
| Strecke |                      | nach Mals                                                     | nach Mals                                          |

Die Bahnstrecke Bozen–Meran (italienisch Ferrovia Bolzano–Merano) ist eine eingleisige, elektrifizierte Nebenbahn in Südtirol (Italien), die die beiden größten Städte der Provinz, Bozen und Meran, miteinander verbindet. Sie wurde ursprünglich von der k.k. privilegierten Bozen-Meraner Bahn (BMB) als private Secundärbahn erbaut und betrieben. Heute ist sie ein Teil des italienischen Eisenbahnnetzes unter der Verwaltung von RFI. Sie zweigt im Industriegebiet Bozen von der Brennerbahn ab und folgt dem Verlauf der Etsch bis nach Meran.

## Verlauf
Die Strecke weist keine besonders anspruchsvollen Kunstbauten auf, da sie dem Boden des Etschtals folgt.
Ursprünglich zweigte sie im Bahnhof Bozen noch vor der Brücke über den Eisack von der Brennerbahn ab, um dessen rechtem Ufer zu folgen. Nach einer dreifeldrigen Stahlbrücke über die Talfer folgten die zwei Haltestellen Rombrücke und Reschenbrücke, um dann Sigmundskron zu erreichen. 1980 wurde die Strecke im Stadtgebiet von Bozen weiträumig verlegt. Seitdem werden zunächst die zwei Gleise der Brennerbahn Richtung Süden mitbenutzt; erst in der Industriezone Bozen zweigt eine Neubaustrecke mit einem Rechtsbogen ab und strebt von hier Richtung Nordwesten bis zum Bahnhof Sigmundskron. Im Zuge dieses Umbaus wurden die Haltestellen Rombrücke und Reschenbrücke ersatzlos geschlossen. Die Industriezone Bozen wurde mit der Haltestelle Bozen Süd erschlossen, die 1998 um ein paar hundert Meter verlegt wurde und seitdem einen direkten Zugang zur Bozner Messe ermöglicht. Die aufgelassene Überetscher Bahn zweigte kurz vor dem Bahnhof Sigmundskron von der alten Strecke ab.
Ab Sigmundskron folgt die Strecke dem ehemaligen natürlichen Verlauf der Etsch. Nachdem sie den Bedarfshalt Siebeneich passiert hat, erforderte es der ehemalige Flusslauf die Strecke bis ins Dorf Terlan zu führen. Ab Vilpian verläuft die Trasse wesentlich gerader, aufgrund der damals schon auf diesem Abschnitt begradigten Etsch, über Gargazon, Lana-Burgstall und (ehemals) Sinich bis nach Meran-Untermais. Hier verbindet sie eine enge Rechtskurve mit dem Bahnhof Meran.
Seit 1906 besteht zudem Anschluss an die Vinschgaubahn.
Beim Bahnhof Lana-Burgstall existierte bis 1974 eine niveaugleiche Kreuzung mit der Lokalbahn Lana-Burgstall–Oberlana, beim Bahnhof Meran-Untermais bis 1950 eine ebensolche mit der Straßenbahn Lana–Meran. Aufgrund der unterschiedlichen Fahrdrahtspannungen waren hierfür jeweils aufwändig isolierte Fahrleitungkreuzungen erforderlich.

## Geschichte
Gleich nach dem Bau der Brennerbahn wurde beschlossen, auch die Kurstadt Meran an das europäische Eisenbahnnetz anzubinden.
Mit Gesetz vom 28. Juni 1872, betreffend die Herstellung einer Locomotiv-Eisenbahn von Bozen nach Meran, wurde für das Projekt die erste formalrechtliche Grundlage geschaffen, insbesondere für die am 14. September 1872 erteilte Konzession, gemäß der den Konzessionären Carl Freiherr von Schwarz, Johann Putzer von Reibegg sowie Eduard von Weinhardt das Recht zum Bau und Betrieb einer an die Südbahn anschließenden Locomotiv-Eisenbahn von Bozen nach Meran erteilt wurde. Da diese Konzession nicht zur Ausführung gelangt ist, wurde sie per Kundmachung des Handelsministeriums mit 24. Juli 1874 für erloschen erklärt.
Mit Gesetz vom 11. März 1876 wurde, erneut, für die Sicherstellung einer Localbahn von Bozen nach Meran Vorsorge getroffen, die in die Konzessionsurkunde vom 11. Juni 1880 zum Recht von Bau und Betrieb einer normalspurigen Secundärbahn mündete. Diese Urkunde, kundgemacht am 16. Juli 1880, war selben Tags begleitet von einem Uebereinkommen, in dem sich die Staatsverwaltung verpflichtete, zum Zwecke des sofortigen Baubeginns eine Million Gulden verzinslichen Vorschuss zu leisten. Schließlich wurde die Strecke am 4. Oktober 1881 eingeweiht.
Beim Bau wurden auch die Dämme, die die Etsch heute säumen, errichtet, um den Talboden endgültig trockenzulegen und für landwirtschaftliche Zwecke zu nutzen. Da aber zur Zeit der Erbauung nur der Abschnitt Meran-Vilpian begradigt war, kann man auch heute noch anhand der großen Anzahl an Kurven ab Vilpian erkennen, dass die Strecke dem natürlichen Verlauf der damaligen Etsch folgte. Diese Schleifen, die eine Verlängerung der Strecke mit sich brachten, wurden zudem genutzt um Enteignungskosten zu sparen. Ein weiterer Vorteil war, dass damals die k.k. Regierung Sekundärbahnen subventionierte, die eine Mindestlänge von 30 Kilometern aufweisen konnten.
Der Bahnhof Meran lag auf dem Areal des heutigen Hotels Emma, für den Bau der Vinschgaubahn wurde ein neuer Bahnhof ein wenig weiter vom Stadtzentrum entfernt gebaut. Daher weist die Strecke, bevor sie den Bahnhof Meran erreicht, noch heute einen engen Bogen auf.
1934 elektrifizierte die Ferrovie dello Stato die Strecke zusammen mit der Brenner-Südrampe mit Drehstrom (3,6 kV mit 16⅔ Hz). 1952 wurde sie zusammen mit dem Abschnitt Trient–Bozen der Brennerbahn auf Gleichstrom (3 kV) umgestellt.
1980 wurde der Abschnitt in der Bozner Innenstadt durch eine circa vier Kilometer lange, weiter südlich im Industriegebiet Bozen gelegene Neubautrasse ersetzt. Dies war schon seit Mitte der 1930er Jahre geplant, da die beiden, häufig geschlossenen, Bahnübergänge an der Rom- und Reschenbrücke große Verkehrsprobleme verursachten. Geldmangel verzögerte dieses Projekt jedoch. Aus finanziellen Gründen wurden auch die beiden Haltestellen Rombrücke und Reschenbrücke ersatzlos geschlossen, dafür aber wurde im Industriegebiet die neue Haltestelle Bozen Süd eingerichtet. Heute dient der aufgelassene Streckenabschnitt in Bozen entlang des Eisack größtenteils der Trasse der Radroute 1 „Brenner–Salurn“.
Im Jahre 1995 erfolgte die Schließung des Bahnhofes Meran-Sinich. 1998 wurde die Haltestelle Bozen Süd um ein paar hundert Meter verlegt, um direkten Anschluss an die Messe Bozen bieten zu können. Der Bahnhof Gargazon wurde 2003 ein paar hundert Meter nach Süden verlegt und reaktiviert, nachdem er zuvor viele Jahre geschlossen gewesen war. In den Jahren 2007–2008 wurden sämtliche Zugangsstellen entlang der Strecke saniert. Diese erhielten nun höhere Bahnsteige für einfacheres Ein- und Aussteigen. Auch wurde die Oberleitung komplett erneuert. 2011 wurden zudem sämtliche Stationen mit Flachbildschirmen ausgestattet, um aktuelle Informationen anzeigen zu können. Im Jahre 2012 wurde die Haltestelle Bozen Süd neu gestaltet und erhielt erhöhte Bahnsteige für niveaugleichen Fahrgastwechsel. Vom 22. Juni bis 21. Juli 2013 sperrte die RFI die Strecke wegen dringender Instandhaltungsarbeiten und bediente sie im Schienenersatzverkehr. Die rund vierwöchige Sperre wurde außerdem für gleisnahe Arbeiten an der neuen Haltestelle Kaiserau zwischen Bozen Süd und Sigmundskron genutzt, die am 15. Dezember in Betrieb ging.
Vom 17. Juni 2024 bis zum 16. Juli 2024 und vom 15. Juni 2025 bis zum 9. August 2025 verfügte die RFI Sperrungen der Strecke, um diese mit dem Zugbeeinflussungssystem ETCS Level 2 auszurüsten. Ende 2024 begann der Bau des dreigleisigen Virgltunnels und seiner Zulaufstrecken in Bozen; nach Abschluss der Bauarbeiten können die Züge der Bahnstrecke Bozen–Meran erstmals seit 1980 wieder ohne Benutzung der Gleise der Brennerbahn unabhängig bis in den Bahnhof Bozen geführt werden.

## Geplanter Ausbau
Die Südtiroler Landesregierung treibt im Verbund mit dem Eigentümer RFI einen signifikanten Ausbau der Bahnstrecke voran. Dabei soll der Abschnitt zwischen Kaiserau und Meran-Untermais komplett zweigleisig und weitgehend begradigt werden. Der Bau soll im Jahr 2035 nach ca. 10 Jahren Projektierungs- und Bauzeit abgeschlossen sein (Stand: April 2023).
Für Direktzüge zwischen beiden Städten würde sich damit die Fahrzeit auf 26 Minuten reduzieren.

## Betrieb

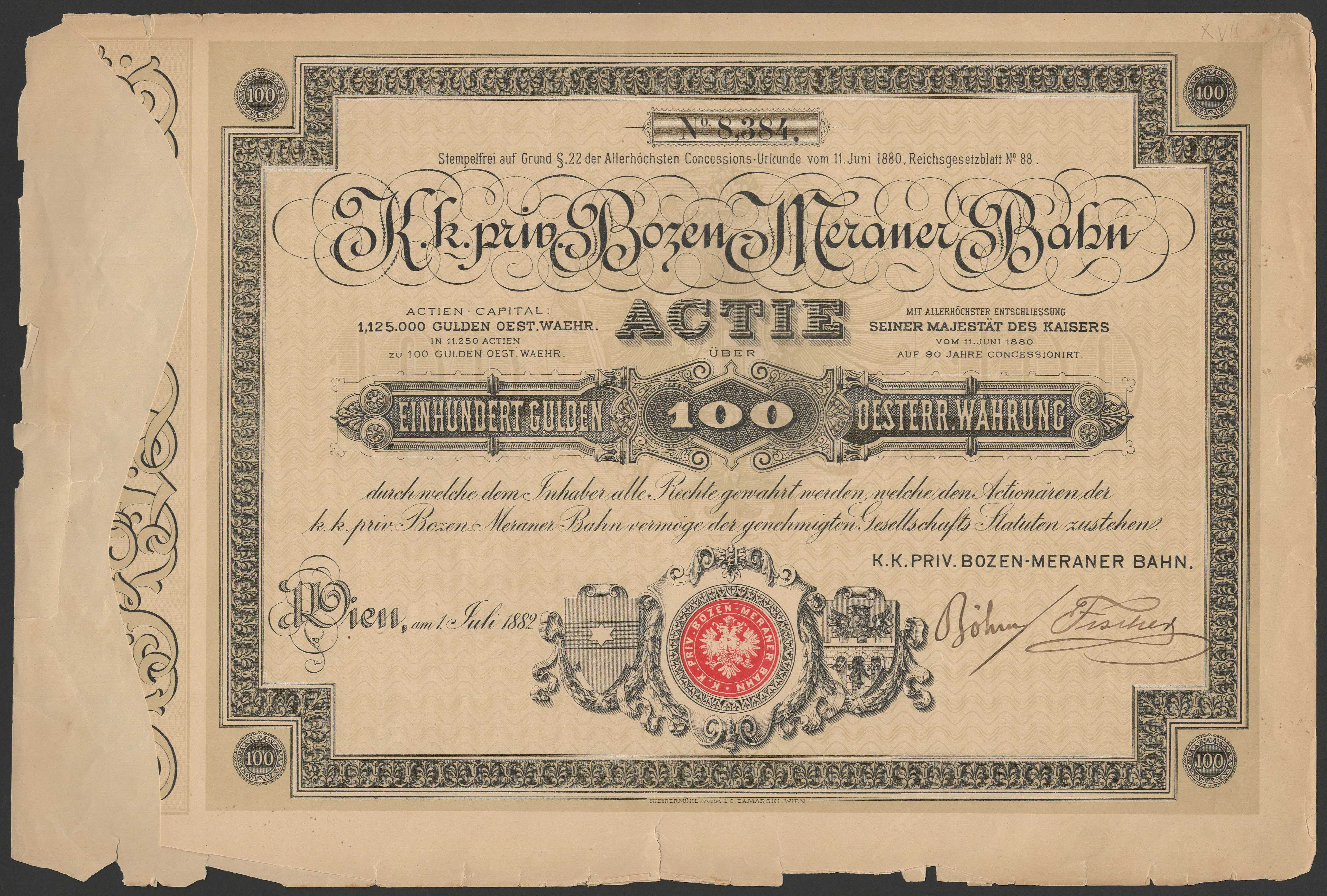
Aktie über 100 Gulden der k.k. privilegierten Bozen-Meraner Bahn vom 1. Juli 1882

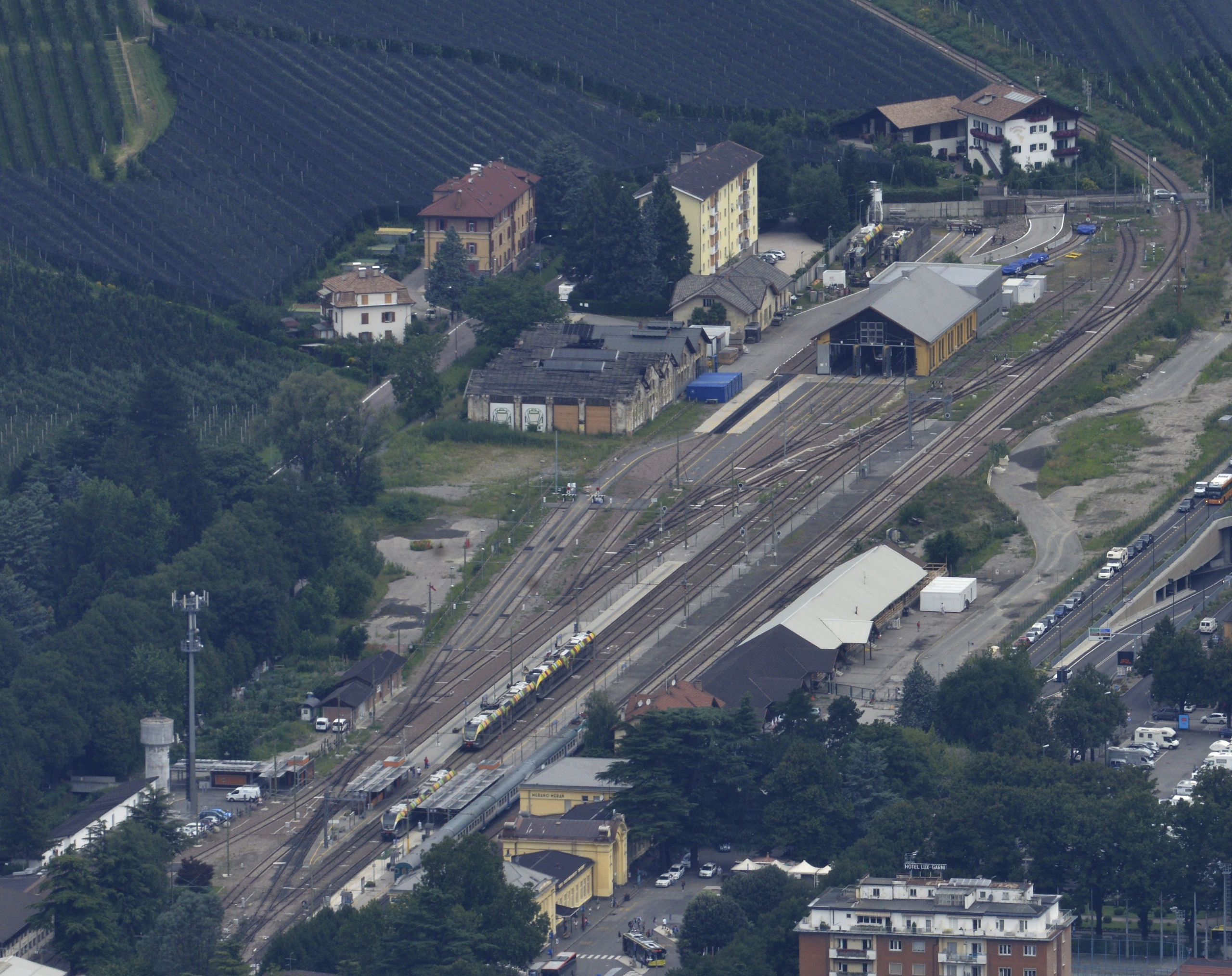
Bahnhof Meran

Ursprünglich wurde die Strecke von der Bozen-Meraner Bahn selbst erbaut und von 1881 bis 1906 auch betrieben, anschließend bis 1918 von den k.k. Staatsbahnen. 1919 wurde sie von den italienischen Staatsbahnen Ferrovie dello Stato (FS) übernommen, heute steht sie unter Verwaltung der FS-Tochtergesellschaft RFI. Im Jahre 1994 wurden sämtliche Fahrdienstleitungen der Bahnhöfe geschlossen. Zunächst wurde die Strecke von Bozen aus ferngesteuert; heute von Verona. Früher wurde auch Meran regelmäßig von Fernzügen bedient. So gab es Verbindungen nach Dortmund, Hamburg, Bologna und Mailand. Diese wurden jedoch schrittweise reduziert, seit 2003 besteht nur noch Regionalverkehr.
Die Strecke profitierte 2005 von der Wiederinbetriebnahme der Vinschgaubahn, da nacheinander alle Stationen benutzerfreundlich um- und ausgebaut wurden. Seit September 2005 verkehren neben den Zügen der Trenitalia auch Züge der SAD Nahverkehr, so dass sich ein Halbstundentakt ergab. Die Direktverbindungen Mals–Bozen wurden mit dem Fahrplan 2010/2011 wieder gestrichen, sollen nach der Elektrifizierung der Vinschgaubahn aber wieder eingeführt werden.
Seit Dezember 2013 verkehrt montags bis freitags erstmals seit langer Zeit wieder ein Zugpaar von Meran nach Innsbruck. Außerdem wird seitdem die neue Haltestelle Kaiserau im Stundentakt von Trenitalia-Zügen bedient, und die Flirt-Niederflurzüge befahren einmal stündlich die Strecke.

## Güterverkehr
Die Bahn hatte neben dem Personenverkehr auch einen starken Güterverkehr aufzuweisen. So gab es südlich von Untermais Anfang des 20. Jahrhunderts einen fünfgleisigen Güterbahnhof und in jedem weiteren Bahnhof Anschlüsse für umliegende Betriebe, meist Obstmagazine, die sich in großer Anzahl günstig in der Nähe der Strecke angesiedelt hatten. Der Einzelwagenverkehr wurde 1992 eingestellt.
Aktuell (2013) verkehren gar keine Güterzüge mehr. Der letzte Güterzug verkehrte zuletzt donnerstags und brachte RID-Kesselwagen mit Trichlorsilan nach Untermais. Von hier wurden diese mit einem Straßenroller nach Sinich zum Unternehmen MEMC gebracht. Das Unternehmen stellte die Produktion im Werk Meran jedoch im Dezember 2011 ein.

## Lokomotiven der Bozen–Meraner Bahn
| BMB-Nr. | Erster Name | Anzahl | Hersteller     | Baujahre  | Achsformel | kkStB-Nr.     | FS-Nr.           | Verbleib          | Anmerkungen                           |
| ------- | ----------- | ------ | -------------- | --------- | ---------- | ------------- | ---------------- | ----------------- | ------------------------------------- |
| 1–2     | MERAN       | 2      | Krauss/München | 1882      | C n2t      | 294.11–12     |                  | ÖLEG 605–606      | von BMB bestellt, an ÖLEG geliefert   |
| 1II–2II | MERAN       | 2      | Krauss/Linz    | 1882      | C n2t      | 294.09–10     | 899.006–007      |                   |                                       |
| 3       | ENGADIN     | 1      | Wr. Neustadt   | 1881      | C n2t      | 397.01        |                  |                   |                                       |
| 4       |             | 1      |                | 1873      | B n2t      |               |                  | 1905 ausgemustert | 1879 von Etsch-Regulierung übernommen |
| 5–10    | TRAFOI      | 6      | Krauss/Linz    | 1891–1905 | C n2t      | 294.04–08, 13 | 899.001–005, 008 |                   |                                       |

Die 899".006 (ex. kkStB 294.09, BMB 1 „MERAN“) befindet sich im nationalen italienischen Eisenbahnmuseum in Neapel.

## Galerie

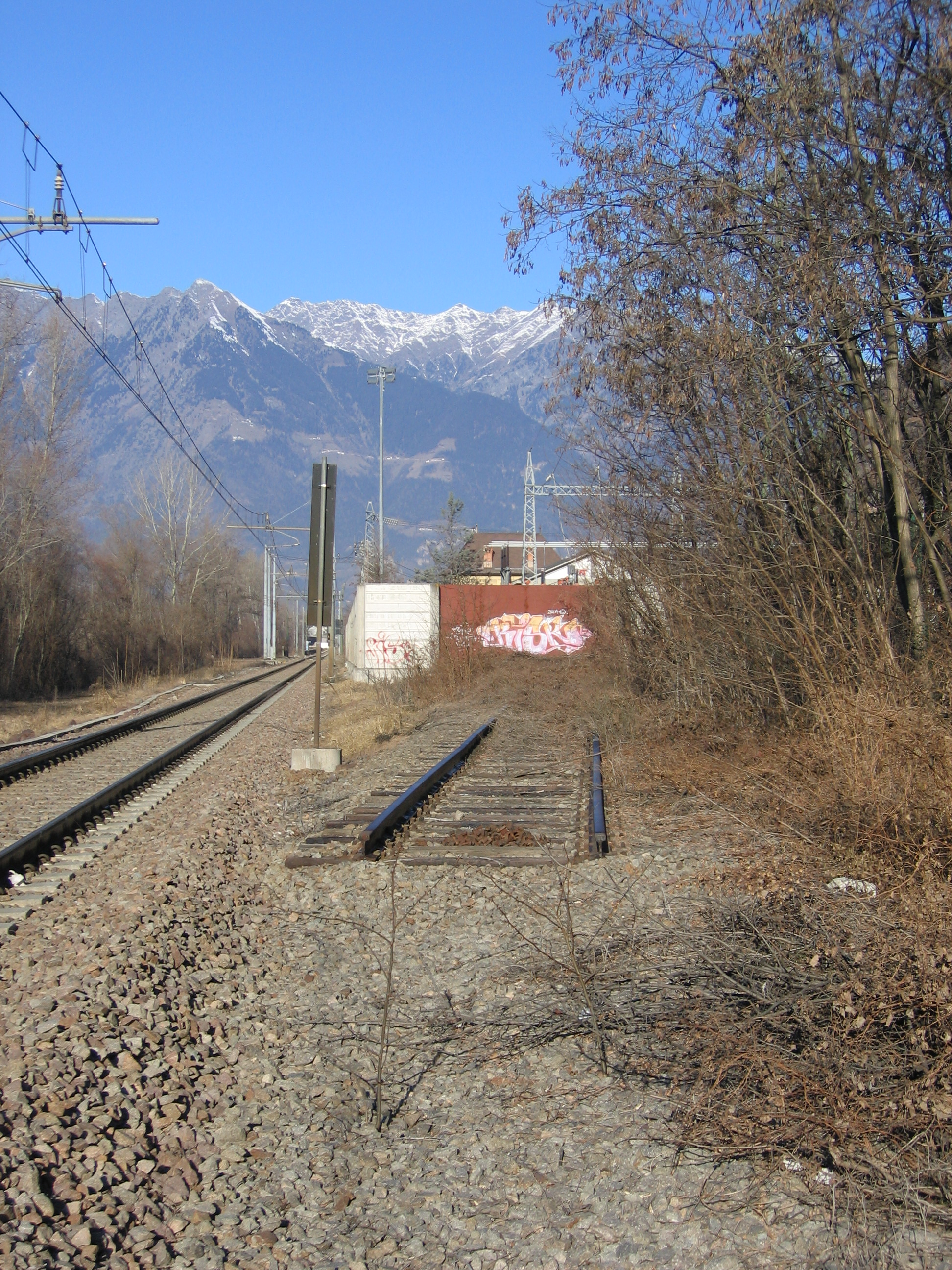
Ehemaliger Industrieanschluss der Firma MEMC
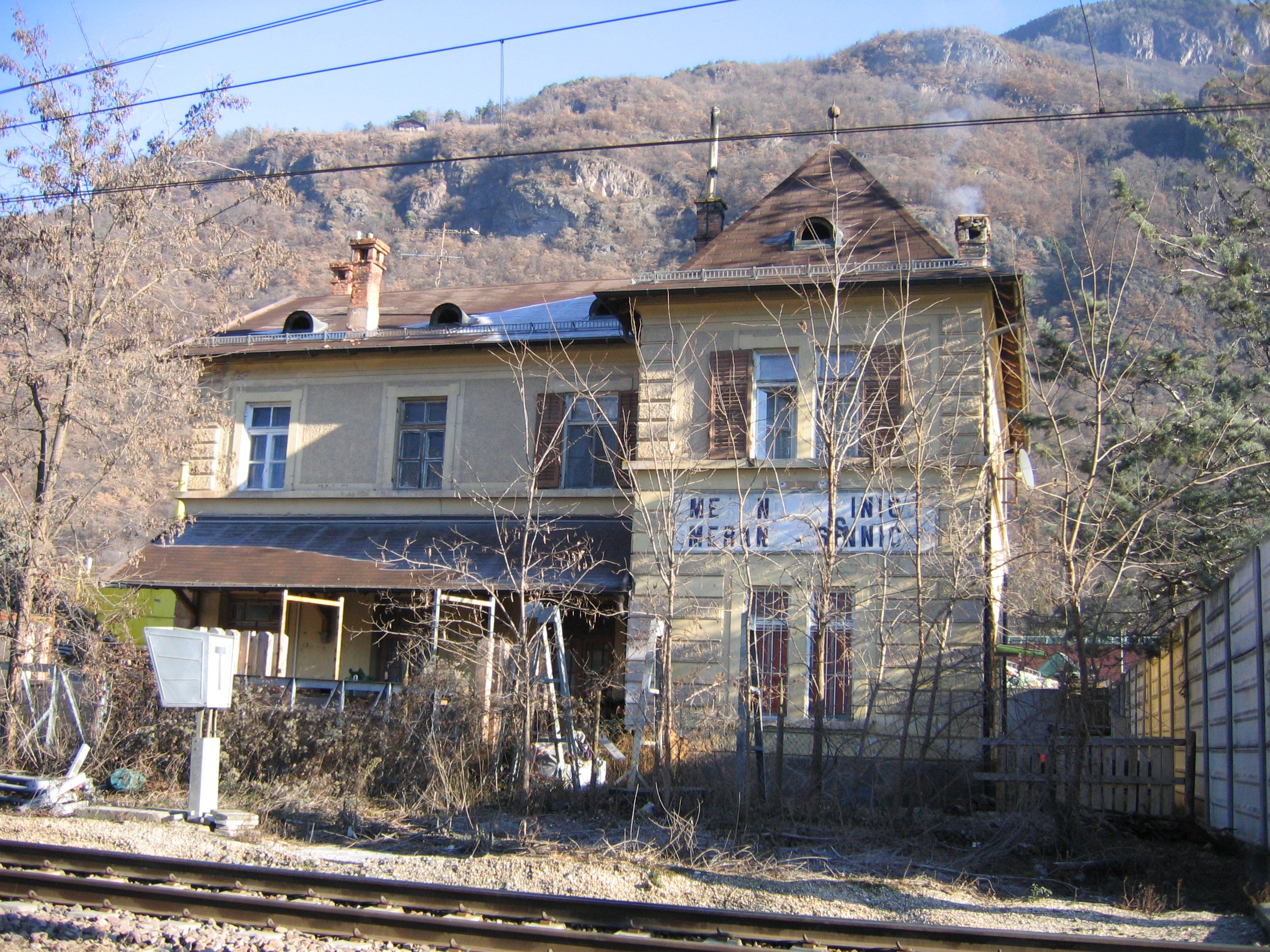
Aufnahmsgebäude des ehemaligen Bahnhofs Meran-Sinich
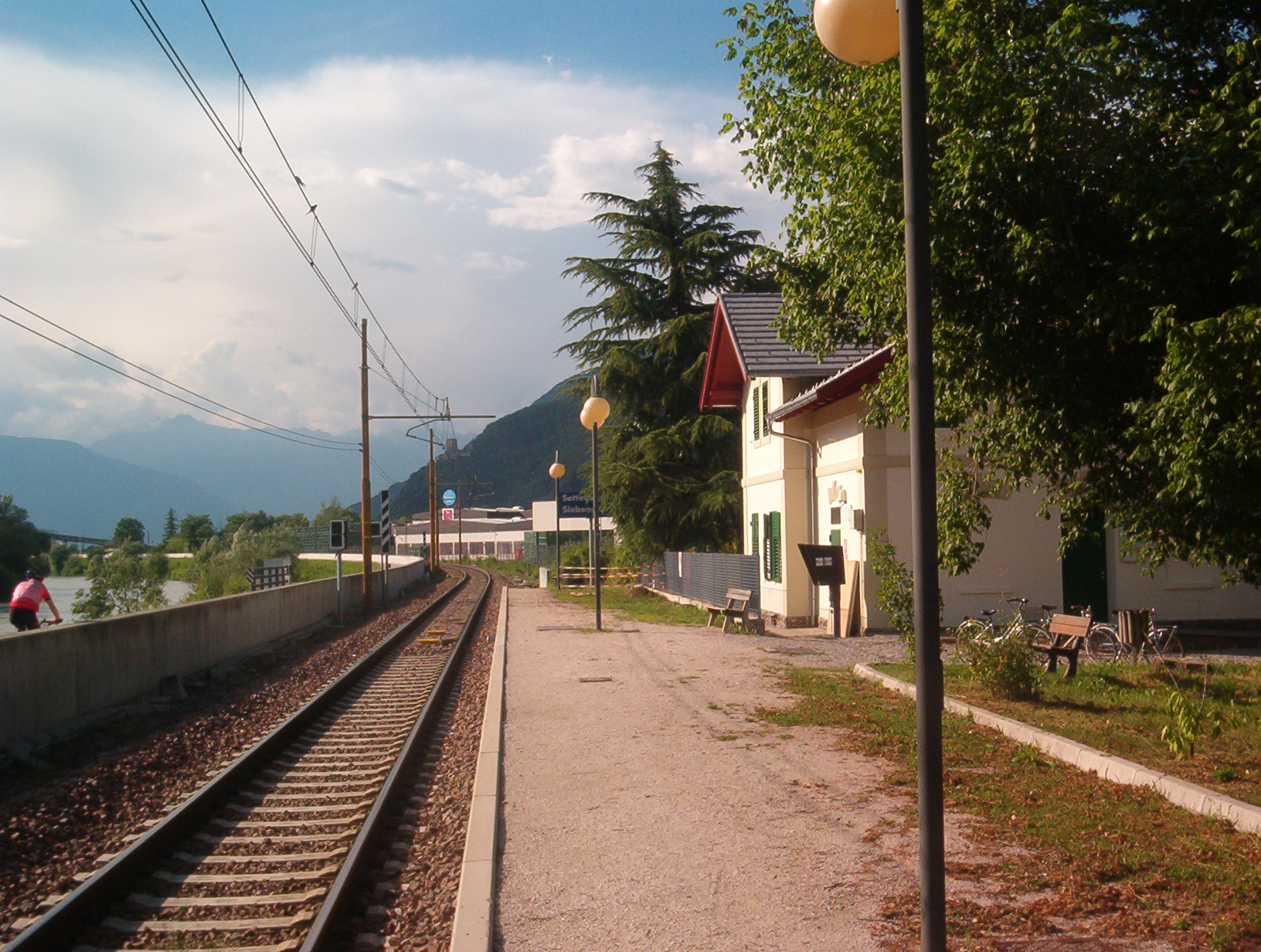
Haltestelle Siebeneich
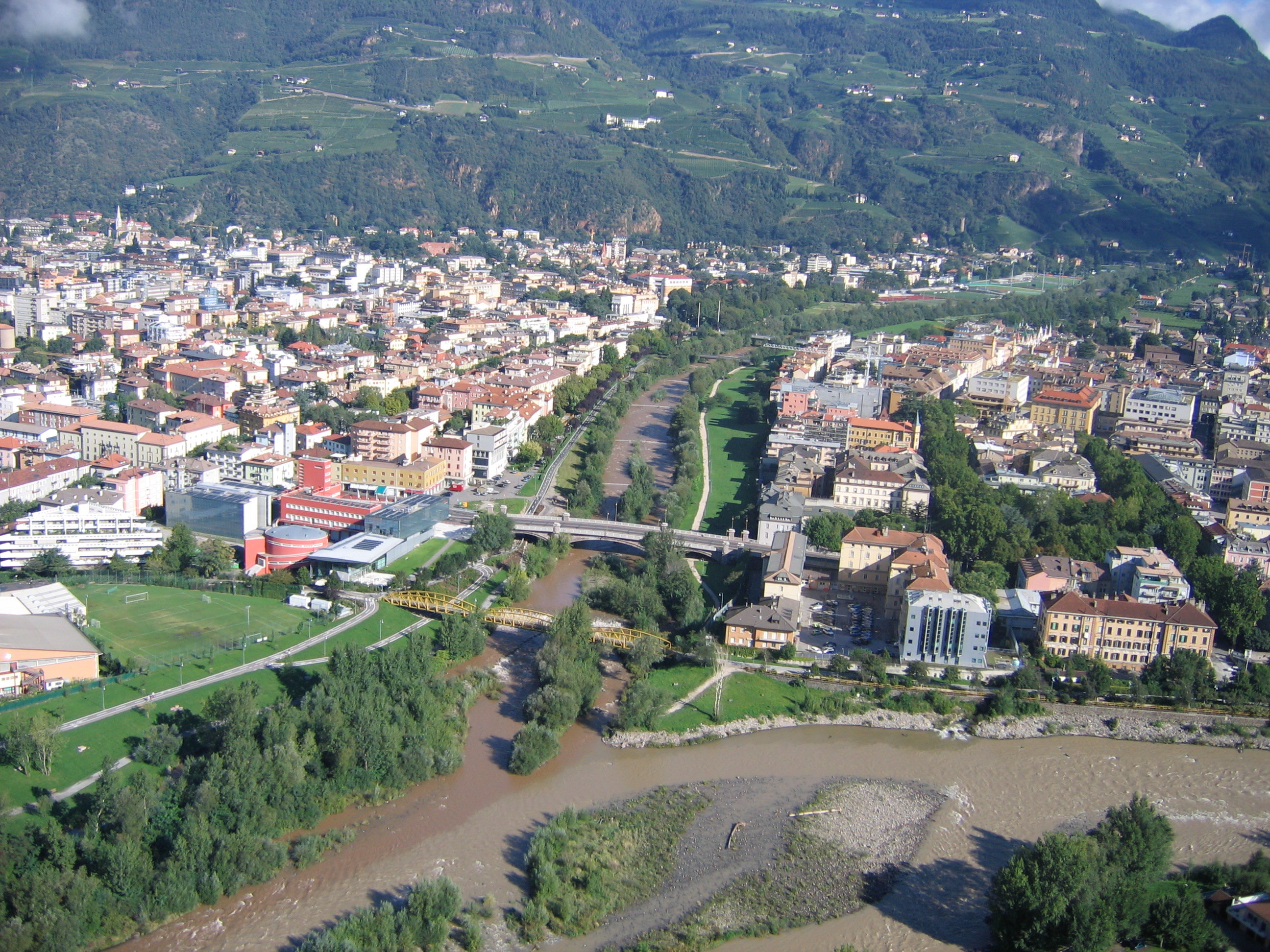
Stählerne Fachwerkbrücke über die Talfer, aufgelassen durch Neutrassierung
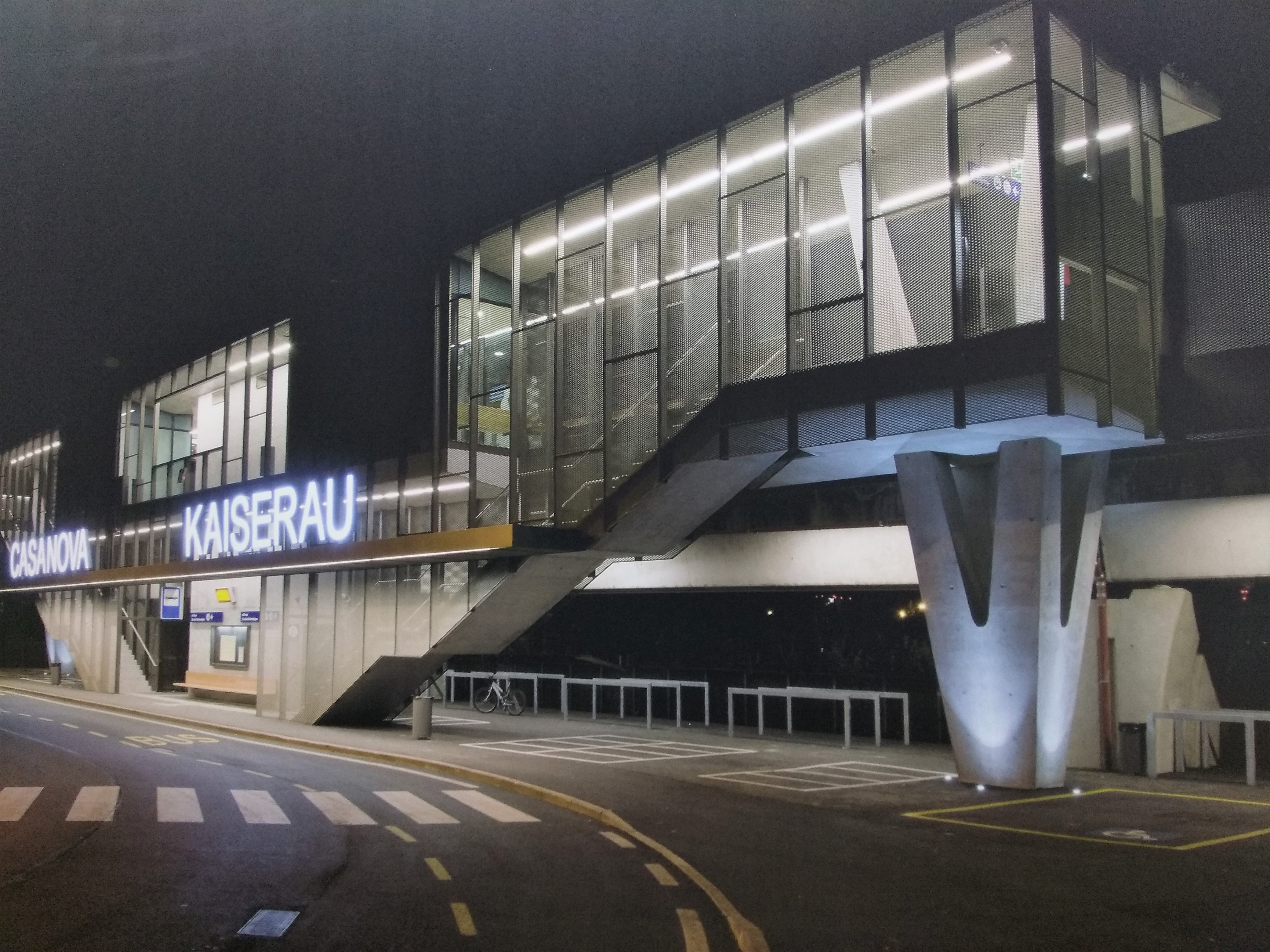
Haltestelle Kaiserau/Casanova